# Fédération française des sociétés de journalistes
La Fédération française des sociétés de journalistes a été créée pour gérer l'émergence d'une vague de société de rédacteurs dans les années 1960, lorsque les journalistes ont souhaité défendre l'indépendance des rédactions dans des titres menacés par un risque d'arrivée de nouveaux actionnaires ou dirigeants.

## Histoire
La Fédération française des sociétés de journalistes a pris naissance le 1er décembre 1967 sous l'impulsion d'une petite équipe de journalistes constituée de Rémy Le Goff, rédacteur à Ouest-France, Jean Schwœbel, du quotidien Le Monde, et Denis Perier Daville, du quotidien Le Figaro. Parmi ses revendications, la création de sociétés à rentabilité limitée, une aide fiscale sélective, la création d’un conseil de la presse et bien sûr la reconnaissance légale des sociétés de rédacteurs. Elles s'étaient alors créées dans une vingtaine de titres : L'Écho de la Mode, L'Équipe, Le Parisien libéré, Le Courrier de l'Ouest, L'Est républicain, Paris-Normandie, Presse-Océan, Le Télégramme de Brest et de l'Ouest, L’Union de Reims, Nord Éclair, La Voix du Nord, La Montagne, France-Soir, La Nouvelle République du Centre-Ouest. Parmi elles, deux sociétés de radio, Europe 1 et RMC.
Quelques mois plus tard, elle en regroupe une trentaine, dont sont adhérents plus de 2000 journalistes en France. Une deuxième vague de création de société de rédacteurs se produit entre mai et juin 1968, une quinzaine d'entre elles étant fondées dans divers journaux après les évènements de mai 1968.
En 1972, la FFSJ a élaboré un projet de statut général des entreprises de presse dans lequel prenait place une tentative de clarification, au sein de la galaxie des différentes formules mises en place dans de nombreux titres pour faire face à son succès dans les rédactions.
Au cours des années 1980, la FFSJ est critiquée par les syndicats de journalistes, qui avaient de leur côté lancé en 1966 l'Union nationale des syndicats de journalistes. Dans un rapport de 1990, Claude Durieux, du SNJ, estime que les sociétés de rédacteurs sont "sans pouvoirs réels" et "ne sont que faux-semblants dont se servent certains directeurs de journaux pour détourner leurs collaborateurs des syndicats". En 2005, la Fédération française des sociétés de journalistes renaît sous une forme nouvelle, plus décentralisée, le Forum permanent des sociétés de journalistes, qui regroupe alors une douzaine de sociétés de rédacteurs et voit leur nombre doubler en trois ans.

## Chronologie
- 1951 : création de la société de rédacteurs du quotidien Le Monde
- 1965 : rachat des Échos par Jacqueline Beytout
- 1965 : création de 4 nouvelles société de rédacteurs: Le Figaro, Ouest-France, Les Échos et L'Alsace.
- 1966 : création de l'Union nationale des syndicats de journalistes
- 1967 : fondation de la Fédération française des sociétés de journalistes[3]
- 1967 : rachat de Nord Matin à Augustin Laurent par Robert Hersant
- 1968 : rachat du Havre Presse par Robert Hersant
- janvier 1971 : rachat de Paris Normandie par Robert Hersant[3]
- 1972: la FFSJ élabore un projet de statut général des entreprises de presse
- 1975 : rachat du Figaro par Robert Hersant[3]
- 1976 : rachat de France-Soir à Hachette par Robert Hersant
- 1978 : rachat de L'Aurore par Robert Hersant
- 1981 : création de la société de rédacteurs de Libération[3]
- 1990: "Rapport Durieux" du SNJ sur les sociétés de rédacteurs, critique sur l’évolution du mouvement
- 1992: Appel du 4 février 1992 lancé par la CCIJP
- 1993 : rachat de La Tribune par Bernard Arnault
- 1993 : création de la société de rédacteurs de La Tribune[3]
- 1994: Suppression de l'abattement fiscal des journalistes
- 1997 : création de la société de rédacteurs de L'Express (deuxième création)[3]
- 2002 : Le Monde bat son record de 1979, avec une diffusion France payée de 361 254 exemplaires
- 2003 : création de la société de rédacteurs du Le Figaro (deuxième création)[3]
- 27 septembre 2005 : création du Forum permanent des sociétés de journalistes[3]
- 2007 : rachat des Échos par Bernard Arnault
- 2007 : la société de rédacteurs du Monde ne renouvelle pas le mandat de Jean-Marie Colombani
- 2007 : création de la société de rédacteurs de TF1
- 16 mars 2008 : lancement de Mediapart